# Hryhorij Bałahurak
Hryhorij Bałahurak (ur. 5 lipca 1909, zm. 2 października 1965) – duchowny greckokatolicki. W kwietniu 1945 wyświęcony na sufragana stanisławowskiego przez biskupa Grzegorza Chomyszyna.